# Far Cry 3: Blood Dragon
 (avril 2020).
Si vous disposez d'ouvrages ou d'articles de référence ou si vous connaissez des sites web de qualité traitant du thème abordé ici, merci de compléter l'article en donnant les références utiles à sa vérifiabilité et en les liant à la section « Notes et références ».
Far Cry 3: Blood Dragon est un standalone du jeu vidéo de tir en vue à la première personne Far Cry 3. Il est développé par Ubisoft Montréal et est disponible en téléchargement sur PlayStation 3, Xbox 360 et Windows depuis le 1er mai 2013.

## Synopsis
En l’an 2007, le conflit Est/Ouest fait rage depuis des générations et la Terre est ravagée par une guerre nucléaire commencée dans les années 1990. Après une décennie funeste, l’humanité lutte désormais pour sa survie. La meilleure solution pour avoir la paix : préparer la guerre. L’armée US Cyborg a peut-être trouvé la solution idéale : une puissante arme biologique, fabriquée sur une île lointaine. Vous êtes le sergent Rex Colt, Cyber Commando type Mark IV, et c’est là que vous entrez en scène. Votre mission : récupérer des informations et découvrir ce qu’il s’y passe.